# 竹石尚人
竹石 尚人（たけいし なおと、1997年7月1日 - ）は、静岡朝日テレビの職員で、日本の元陸上競技選手。専門は長距離走。大分県玖珠郡九重町出身。大分県立鶴崎工業高等学校、青山学院大学総合文化政策学部総合文化政策学科卒。

## 経歴
2歳年上の実姉の影響により、九重町立南山田中学校（現在廃校）入学時から陸上部に所属。鶴崎工業高校3年時には主将として第66回全国高校駅伝に出場、1区を務めた（区間32位・チーム31位）。
2016年4月、青山学院大学に進学し陸上競技部に所属。大学駅伝初出場となった2年時の第49回全日本大学駅伝では6区区間4位タイ。第94回箱根駅伝では5区を担当。1位・東洋大と2分03秒差の2位でタスキを受け、前との差を着実に詰めていたが芦之湯を過ぎた16.1km地点、下りを終えた19.4km地点で2度両脚を攣り、立ち止まってストレッチをするアクシデントに見舞われる。それでも区間5位の走りで東洋大との差を36秒まで縮め、チームの総合4連覇に貢献した。
3年時の第30回出雲駅伝では最終6区に出走。トップでタスキを受けると後続に追い上げを許したものの、2位の東洋大を12秒差で振り切り優勝のゴールテープを切る。第95回箱根駅伝では再び5区に出走。3位でタスキを受けるも序盤からペースが上がらず、一時8位まで後退。終盤の下りでは巻き返したものの区間13位と不本意な成績で往路6位に終わり、チームは総合5連覇を逃した。
4年時は寮長としてチームを牽引。第31回出雲駅伝では5区に出走し、トップの駒澤大と同タイムの2位で襷を受ける。しかし3.5kmで駒澤大・中村大成に突き放されると、5km過ぎには東洋大・今西駿介にも追い抜かれ3位に転落し区間6位と振るわず。その後6区・中村友哉も順位を2つ落とし、総合5位。第51回全日本大学駅伝は当初7区にエントリーしていたが、当日エントリー変更となった。第96回箱根駅伝は左足の負傷によりエントリー発表前日に自ら原晋監督に辞退を告げた。
大学卒業後は競技引退の予定だったが、競技への意欲が再び高まったことで就職先の内定を辞退。2度目の4年生として迎えた第97回箱根駅伝では3度目となる5区に出走し、10位で襷を受ける。しかし2年前と同様に序盤からペースが上がらず、脚の痙攣で4回も立ち止まるなど苦戦を強いられ区間17位と大失速。往路優勝の創価大には7分36秒もの大差をつけられてしまい、12位止まり。翌日は巻き返し復路優勝を果たすも往路での失速が大きく響き総合4位。青山学院は7年ぶりの無冠に終わり、区間賞も0個と振るわない結果に。
大学卒業後は競技を引退し静岡朝日テレビに入社。2022年4月4日の生放送ローカル番組『スポパラサンデー』に、新人局員として生出演を果たした。

## 戦績

### 主な成績
| 年         | 大会                                                 | 種目（区間）        | 順位 | 記録          | 備考             |
| ---------- | ---------------------------------------------------- | ------------------- | ---- | ------------- | ---------------- |
| 2015年12月 | 第66回全国高等学校駅伝競走大会                       | 10km(1区)           | 32位 | 30分26秒      | チーム総合31位   |
| 2016年4月  | 第249回日本体育大学長距離競技会                      | 1500m(14組)         | 7位  | 3分54秒72     | 自己記録         |
| 2016年5月  | 第2回世田谷陸上記録会2016                            | 5000m(15組)         | 10位 | 14分05秒40    | 自己記録         |
| 2018年3月  | 第21回日本学生（立川シティ）ハーフマラソン選手権大会 | ハーフマラソン      | 12位 | 1時間04分10秒 | 自己記録         |
| 2018年4月  | 第262回日本体育大学長距離競技会                      | 10000m(11組)        | 21位 | 29分22秒79    | 自己記録（当時） |
| 2018年5月  | 第97回関東学生陸上競技対校選手権大会                 | ハーフマラソン(2部) | 5位  | 1時間05分10秒 |                  |
| 2019年5月  | 第98回関東学生陸上競技対校選手権大会                 | ハーフマラソン(2部) | 8位  | 1時間05分56秒 |                  |
| 2020年10月 | 第6回国士舘大学大学競技会                            | 10000m(3組)         | 1位  | 28分50秒63    | 自己記録         |

### 大学駅伝成績
| 年度               | 出雲駅伝                    | 全日本大学駅伝              | 箱根駅伝                          |
| ------------------ | --------------------------- | --------------------------- | --------------------------------- |
| 1年生 （2016年度） | 第28回 出場なし             | 第48回 出場なし             | 第93回 出場なし                   |
| 2年生 （2017年度） | 第29回 出場なし             | 第49回 6区-区間4位 36分08秒 | 第94回 5区-区間5位 1時間12分49秒  |
| 3年生 （2018年度） | 第30回 6区-区間2位 30分08秒 | 第50回 出場なし             | 第95回 5区-区間13位 1時間14分52秒 |
| 4年生 （2019年度） | 第31回 5区-区間6位 18分36秒 | 第51回 出場なし             | 第96回 出場なし                   |
| 4年生 （2020年度） | 第32回 （開催中止）         | 第52回 出場なし             | 第97回 5区-区間17位 1時間15分59秒 |

## 自己記録
- 1500m・・・3分54秒72（2016年）
- 5000m・・・14分05秒40（2016年）
- 10000m・・・28分50秒63（2020年）
- ハーフマラソン・・・1時間04分10秒（2018年）